# 桃生茶
桃生茶（ものうちゃ）は、宮城県石巻市（旧・桃生町）で栽培、製茶されている日本茶の銘柄。

## 概要
ふくよかな香りと苦みの少ない、まろやかな味わいが特徴の茶である。
仙台藩の祖である伊達政宗が殖産振興で茶葉の栽培を奨励したことに始まる茶で、「日本最北限の茶」であった。
唱歌『茶摘み』に歌われるよう、一般的には立春から88日目に茶摘みが行われるが、桃生町では108日目に茶摘みを行うため「百八茶」とも呼ばれる。古来より数え108歳を茶寿と呼ばれることから、百八茶＝桃生茶は長寿に通じる縁起ものとしても喜ばれている。
桃生茶を原料とした和紅茶のkitaha（キタハ）も製造、販売されており、G20大阪サミット（2019年）の夕食会で各国首脳に振る舞われた。東北地方初にして唯一（2019年時点）の和紅茶である。

## 歴史
桃生町を含む北上川流域で茶の栽培がいつごろ始まったのかは定かではない。
1996年刊行の『桃生町史』では、江戸時代初期に仙台藩主の伊達政宗が領内の産業振興のために山城国（京都）宇治から茶種を取り寄せ、長町、根岸、小田原（以上、現・仙台市）、牡鹿郡牧山、飯野川地方（以上、現・石巻市）に栽培させたことが記されている。
仙台藩における茶の生産は藩内の需要を満たす程度であり、他藩へ輸出するまでには至らなかった。
『桃生町史』、および1979年刊行の『河北町誌』（河北町）に拠れば、藩政時代から続く茶栽培であったが、明治、大正、昭和と時代を下るに従って栽培面積は減少の一途をたどり、1943年からは第二次世界大戦の影響もあって減少した1950年代半ばには第二次世界大戦前の状態まで戻り、1960年代前半までは増加するが、1960年代後半以降は減少に転じる。これには静岡県などの茶の産地が著しい生産力向上をみたことと、宮城県では気候の関係から多くても二番茶までしか採取できずに収穫量が少ないといった理由が挙げられる。
また、桃生町、河北町では第二次世界大戦後の食糧難の時代に、食糧増産が図られ、水稲の他に未墾地を土地改良した畑地で麦類、大豆が作付けされたが、1960年代半ばになると麦類や大豆は日本国外からの輸入増大に伴い、麦類、大豆、茶は需要減少もあって水稲への転換を図った農家が増えた。茶は農家の庭の一角や、開田に適さない畑地に栽培される程度になり、農家の自家消費用となっていった。
2003年時点では、桃生茶は樫崎地区を中心に約10軒の農家が栽培を行っており、栽培面積は約2ヘクタール。製品として桃生茶を販売しているのは1軒のみであり、ほとんどが自家消費用である。